# Porsica ferreopicta
Porsica ferreopicta är en fjärilsart som beskrevs av George Francis Hampson 1900. Porsica ferreopicta ingår i släktet Porsica och familjen tandspinnare. Inga underarter finns listade i Catalogue of Life.